# Бікшицьке сільське поселення
Бі́кшицьке сільське поселення (рос. Бикшикское сельское поселение) — муніципальне утворення у складі Батиревського району Чувашії, Росія. Адміністративний центр — присілок Польові Бікшики.

## Населення
Населення — 2316 осіб (2019, 2740 у 2010, 2949 у 2002).

## Склад
До складу поселення входять такі населені пункти:
| Населений пункт           | Населення, осіб (2002) | Населення, осіб (2010) |
| ------------------------- | ---------------------- | ---------------------- |
| Іменево, присілок         | 413                    | 389                    |
| Малі Арабузі, присілок    | 473                    | 423                    |
| Польові Бікшики, присілок | 1135                   | 1093                   |
| Тігашево, присілок        | 428                    | 365                    |
| Шигалі, виселок           | 42                     | 42                     |
| Яншихово, присілок        | 458                    | 428                    |